# Lorenzo Gaetano Zavateri
Lorenzo Gaetano Zavateri, conosciuto anche come Lorenzo Zavateri (Bologna, 9 agosto 1690 – Bologna, 8 gennaio 1765), è stato un compositore e violinista italiano del tardo barocco.

## Biografia
Zavateri nacque il 9 agosto 1690 a Bologna, dove studiò violino con Giuseppe Torelli, al tempo virtuoso di fama internazionale, e composizione con Luca Antonio Predieri. La città era un centro musicale attivo e produttivo, famoso per la qualità dell'insegnamento di canto e di strumenti ad arco e per la vivacità compositiva della Scuola bolognese. In seguito, come usava fra i suoi colleghi italiani all'epoca, Zavateri compì molti viaggi in tutto il continente, esibendosi come violinista nelle principali corti europee (sono documentati anche soggiorni italiani a Ferrara, Livorno e Venezia). Fu ammesso all'illustre circolo dell'Accademia Filarmonica di Bologna nel 1717, ma solo nel 1725 si insediò stabilmente di nuovo nella sua città natale. Qui sarà suo patrono e allievo il Conte Cornelio Pepoli Musotti (1708-1777), senatore bolognese e nobile veneziano, mecenate di letterati e musicisti. Attorno alla metà degli anni 1720 entrò a far parte anche della prestigiosa orchestra della cappella musicale di San Petronio, nei cui registri Zavateri compare spesso come violinista o violista. Suoi studenti furono diversi strumentisti di estrazione aristocratica, fra cui Francesco Landini. Morì l'8 gennaio 1765 nella stessa Bologna, dove aveva trascorso la maggior parte della sua vita, avendo acquisito col tempo una discreta notorietà artistica.

## Opere
Le sue opere mostrano i primi esempi di stile galante, tipico carattere del tardo barocco e del primo periodo classico, pur attenendosi con rigore alle convenzioni formali dell'epoca sotto l'influenza delle tradizionali scuole compositive di Antonio Vivaldi e di Georg Friedrich Händel. Di Zavateri fu pubblicata pochissima musica, e in particolare sono giunte a noi solo le edizioni di due cicli di composizioni: l'opus 1 coi Concerti e l'opus 2 coi Divertimenti.
- 12 Concerti, Op. 1. Concerti da Chiesa, e da Camera[5]. La raccolta fu pubblicata nel 1735 con dedica al protettore e allievo Cornelio Pepoli Musotti. Sinfonie per archi e concerti per uno o due violini solisti e archi, talvolta nella forma del Concerto grosso. I concerti furono elogiati dal rinomato Padre Martini per la loro "intelligenza molto raffinata". 
  - [Concerto Primo.] Introducione. Concerto in sol maggiore per archi e continuo. Largo spico. Allegro assai. Allegro.
  - Concerto Sec[on]do Con Violino Obligato. Concerto in re maggiore per violino solo, archi e continuo. Allegro. Adagio. Spiritoso.
  - Concerto 3º. Concerto in do maggiore per archi e continuo. Allegro. Andante. Allegro assai.
  - Concerto 4. Concerto in do minore per violino solo, archi e continuo. Allegro. Anda[nt]e ma Larghetto. Allegro.
  - Concerto Quinto. Concerto in mi maggiore per archi e continuo. Largo. Allegro mà Aperto. Anda[nt]e spico.
  - Concerto Sesto con Violino P[ri]mo Obligato. Concerto in la maggiore per violino solo, archi e continuo. Allegro. Andante. Vivace.
  - Concerto Settimo Teatrale. Concerto in si♭ maggiore per archi e continuo. Vivace. Andante. Allegro.
  - Concerto Ottavo. Concerto in mi♭ maggiore per violino solo, archi e continuo. Allegro. Adagio. Allegro.
  - Concerto Nono Teatrale. Concerto in fa maggiore per archi e continuo. Allegro, e spicco. Andante. [Allegro?]
  - Concerto Decimo a Pastorale con due Viol[ini] oblig[ati]. Concerto in re maggiore per due violini soli, archi e continuo. Grave. Allegro. Largo. Pastorale: Andante.[6]
  - Concerto Undecimo. Concerto in sol minore per archi e continuo. Spiritoso. Andantino. Allegro ma non tanto presto.
  - Concerto duodecimo a Tempesta di Mare. Concerto in sol maggiore per violino solo, archi e continuo. Allegro, e con spirito. Navicella in calma: Adagio, e piano. Tempesta: Allegro ma aperto.
- 12 Divertimenti Musicali, Op. 2
- Alcuni pezzi in forma di danza, manoscritto del 1736 con dedica al nobile dilettante Francesco Petronio Rampionesi

Fonti attestano che collaborò anche alla stesura di un manuale di violino scritto dal collega Daniel Dal Barba.